# علم رجال
علم رِجال (راوی‌شناسی) از شاخه‌های حدیث‌شناسی است که به بررسی ویژگی‌ها و وضعیت راویان روایات دینی می‌پردازد تا بتوان صحت یا ضعف نقل آن‌ها را سنجید. این «علم» موضوع خود را بر آن قرار می‌دهد که احوال راویان—نه خود حدیث‌ها—را بررسی کند و معیارهایی مانند عدالت، وثاقت و دقت در نقل را ارزیابی نماید. در نتیجه، علم رجال کمک می‌کند تا روایت‌های دینی بر اساس اطمینان به راویان، قابل استناد یا مردود شناخته شوند و جایگاه مهمی در فقه و اصول استنباط احکام دارد.
بنابر این، علم رجال، علم شناخت «سلسله راویان حدیث» است. خصوصاً شناخت صفاتی که در اعتمادپذیری احادیث‌شان مؤثر است.

## تفاوت علم رجال با علم تراجم
«علم تراجم» (نخبه‌شناسی) دربارهٔ احوال شخصیت‌های بارز از قبیل دانشمندان، ادیبان، فرهیختگان، هنرمندان و امثال آنها بحث می‌کند؛ خواه این افراد، راویان احادیث باشند یا نه.
اما علم رجال، تنها در خصوص احوال راویان و محدثان روایات اسلامی از جهت وثاقت و عدالت آنها بحث می‌کند؛ خواه شخصیت بارز و معروفی باشند یا نه.
بنابراین، میان دو علم یادشده، رابطهٔ عموم و خصوصِ من‌وجه برقرار است.

## تفاوت میان علم رجال و علم درایه
علم درایه (سندپژوهی احادیث) در اصطلاح، به دانشی گفته می‌شود که در زمینه متون احادیث اسلامی جهت شناخت حقیقت و اقسام و احکام روایات و کیفیت و آداب اخذ و نقل احادیث، بحث می‌کند. در حالی که موضوع علم رجال، اشخاص، یعنی راویان و محدثان هستند.
دو ویژگی علم رجال که باعث تمایز او از علوم مشابه مانند تراجم می‌شود نیز در همین تعریف وجود دارد، یعنی:
1. موضوع آن صرفاً افراد موجود در سلسله سند احادیث می‌باشند.
2. صفاتی که در پذیرش یا عدم پذیرش کلامشان تأثیر دارد، مورد توجه است، نه سایر صفات و ویژگی‌های آن‌ها.

در ضمن به نظر می‌رسد که علم رجال از تأسیسات دوره اسلامی است در صورتی که علم تراجم پیش از دوران اسلامی نیز وجود داشته است.

## علمای رجالی
در منابع شیعه آمده اولین کسی که در رجال کتابی نوشته، عبید اللّه بن ابی رافع کاتب علی بن ابی‌طالب است و کتابش را «تسمیة من شهد مع امیرالمؤمنین علیه السلام الجمل و الصفین و النهروان من اصحاب رسول اللّه صلی اللّه علیه و آله» نام نهاده است. معروفترین دانشمندان علم رجال در نزد شیعه عبارت اند از نجاشی، کشی و شیخ طوسی. همچنین ذهبی به عنوان یکی از راوی‌شناسان مهم در نزد اهل سنت، می‌باشد.
از علمای رجالی، می‌توان به سید ابوالقاسم خوئی، سید هادی غضنفری خوانساری و سید محمد علی موحد ابطحی اشاره کرد. موحد ابطحی چندین عنوان کتاب رجالی دارد (جامع الرواة، طبقات الرواة، قواعد الرجال، جامع الاخبار) و اولین آنها کتاب تهذیب المقال فی تنقیح کتاب الرجال است که دقیق‌ترین تصحیح بر کتاب رجال نجاشی است و تا کنون ۵ جلد آن به چاپ رسیده.

## کاربرد علم رجال
کاربرد علم رجال در اعتبار یا عدم اعتبار روایات منسوب به معصومین است؛ به این معنا که اگر شرایط رجالی زیر برقرار بود، می‌توان پذیرفت که این سخن از معصوم است و الا پذیرش آن قابل قبول نبوده و در نتیجه نمی‌توان به آن اعتماد کرده و آن را مبنای علم (اعتقادات) یا عمل (فتوا) قرار داد.
شرایط اعتبار سند روایات
1. روایت مورد نظر در کتابی از کتب محدثین یا علمای ما وجود داشته باشد.
2. انتساب کتاب مورد نظر به صاحب کتاب معتبر باشد.
3. صاحب کتاب در نقل روایت ثقه (مورد اعتماد) باشد.
4. روایت مورد نظر در کتاب موجود هم به صورت مسند باشد و هم به صورت متصل.
5. رجالی سند روایت همگی ثقه (مورد اعتماد) باشند.

اگر روایتی همه شرایط بالا را داشت معتبر به حساب می‌آید.